# Charaxes jahlusa
Charaxes jahlusa is een vlinder uit de familie van de Nymphalidae. De wetenschappelijke naam van de soort is voor het eerst geldig gepubliceerd in 1862 door Roland Trimen.